# ヴァーダーン

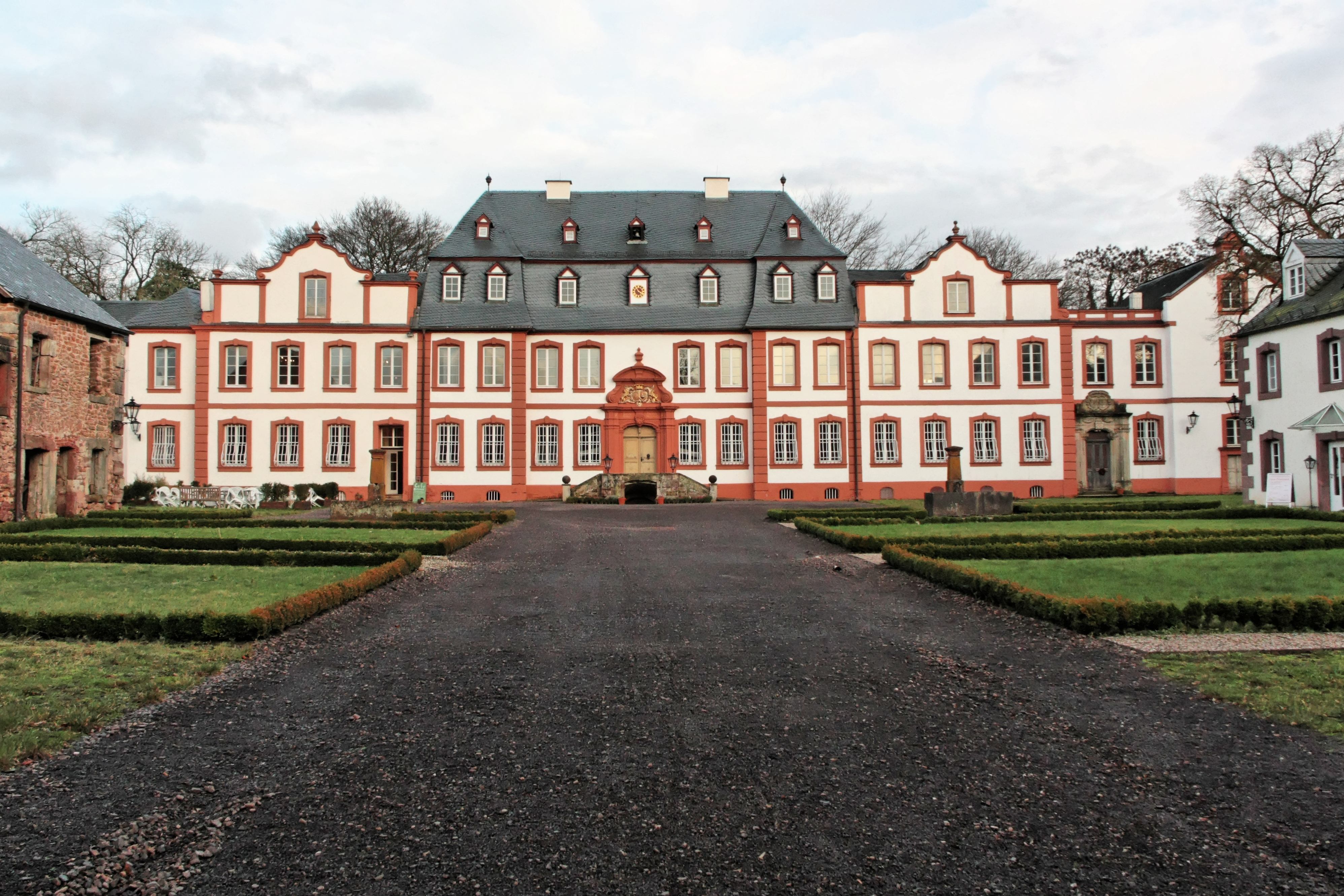
Castle Münchweiler

ヴァーダーン (独: Wadern) (はドイツ連邦共和国南西部に位置するザールラント州 メルツィヒ＝ヴァーダーン郡にある市。
この地域では、ザールブリュッケン、ザンクト・ヴェンデルに次ぐ、第三の規模の自治体である。

## 市の構成
ヴァーダーン市内の14の地区は以下の通り。
| - バルデンバッハ - ビュシュフェルト - ダークシュトゥール - ゲーヴァイラー (ヴァーダーン) - クレットニヒ (Krettnich) - ロックヴァイラー (Lockweiler) - レスタータール - モルショルツ (Morscholz) - ノスヴェンデル - ヌンキルヒェン - シュタインベルク (ヴァーダーン) - ヴァーダーン (Wadern) - ヴァドリル (ヴァーダーン) - ヴェーダーン (Wedern) |